# Gornji Dolič
Gornji Dolič – wieś w Słowenii, w gminie Mislinja. W 2018 roku liczyła 493 mieszkańców.